# فيليب مانويل
فيليب مانويل (بالإنجليزية: Philip Manuel)‏ هو عازف هاربسكورد وعازف بيانو أمريكي، ولد في 1893 في كانتون في الولايات المتحدة، وتوفي في 6 أكتوبر 1959 في شيكاغو في الولايات المتحدة.